# Coelioxys semicarinata
Coelioxys semicarinata là một loài Hymenoptera trong họ Megachilidae. Loài này được Alfken mô tả khoa học năm 1940.